# Wesleyan University
Ej att förväxla med Ohio Wesleyan University.

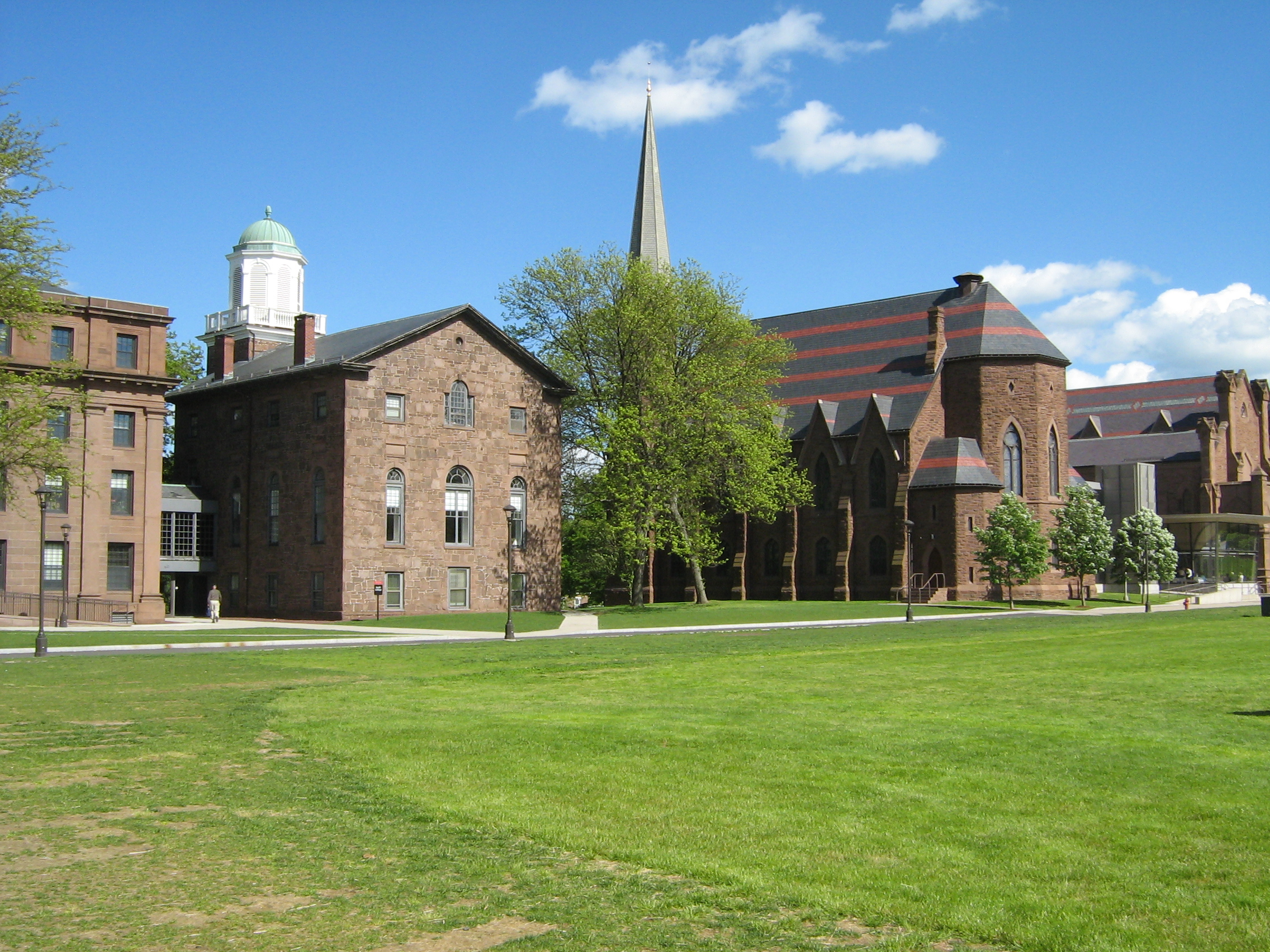
Fr.v.t.h.: North College, South College, Memorial Chapel, Patricelli ’92 Theater

Wesleyan University är ett privat liberal arts college, beläget i Middletown i Connecticut. Universitetet grundades 1831 av metodister och är uppkallat efter rörelsens grundare, John Wesley. Det har drygt 3 300 studenter, varav 650 på magister- och doktorandnivå. Antalet ansökningar till grundutbildningen är högt och endast omkring 28 procent av de sökande antas varje år.
Woodrow Wilson, som senare blev USA:s tjugoåttonde president, var under en period lärare vid Wesleyan University. Flera kända personer har studerat vid universitetet, bland andra skådespelerskan Elisabeth Harnois, som tog en examen i film 2001.